# Yoshinori Abe
Yoshinori Abe (阿部 良則, Abe Yoshinori) est un footballeur japonais né le 10 septembre 1972.